# مفتاح (تعمية)

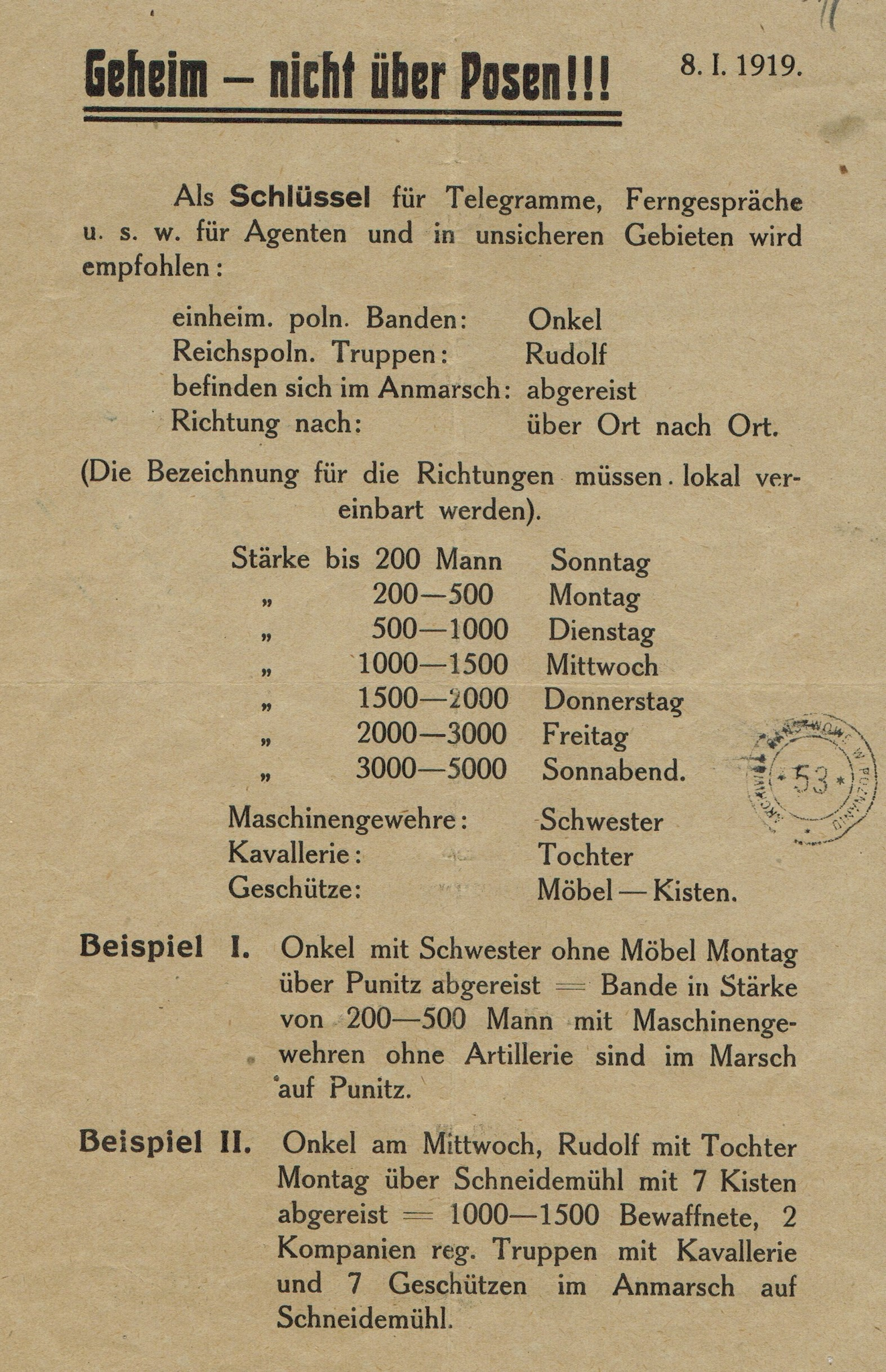

في علم التعمية يعرف المفتاح بأنه جزئية من المعلومات (وسيط) تحدد قيمة الناتج تحويل نص عادي لنص معمى والعكس صحيح بالنسبة لفك الخوارزميات. يمكن للمفاتيح أيضا تحديد التحولات في خوارزميات تعمية أخرى مثل التوقيع الرقمي ورموز مصادقة الرسائل.